# Missulena
Missulena es un género de arañas migalomorfas pertenecientes a la familia Actinopodidae. Se encuentran en Australia y Chile.

## Especies
- Missulena bradleyi Rainbow, 1914 — Nueva Gales del Sur
- Missulena dipsaca Faulder, 1995 — Australia
- Missulena granulosa (O. P.-Cambridge, 1869) — Oeste de Australia
- Missulena hoggi Womersley, 1943 — Oeste de Australia
- Missulena insignis (O. P.-Cambridge, 1877) — Australia
- Missulena occatoria Walckenaer, 1805 — Sur de Australia
- Missulena pruinosa Levitt-Gregg, 1966 — Oeste de Australia, Northern Territory
- Missulena reflexa Rainbow & Pulleine, 1918 — Sur de Australia
- Missulena rutraspina Faulder, 1995 — Oeste de Australia, Sur de Australia, Victoria
- Missulena torbayensis Main, 1996 — Oeste de Australia
- Missulena tussulena Goloboff, 1994 — Chile